# Bătălia de la Emesa
Bătălia de la Emesa s-a dat între forțele romane conduse de împăratul Aurelian și cele palmireze conduse de regina Zenobia și Zabdas, generalul ei în anul 272. Aurelian a început o campanie pentru a recuceri Imperiul secesionist de la Palmira, condus de Vaballathus și mama sa, regina Zenobia. El a venit în est dispus să arate milă popoarelor romane din zona. Învingând-o pe Zenobia în bătălia de la Immae, lângă Antiohia, aceasta și Zabdas, generalul ei, au fost obligați să se retragă la Emesa. 
Trupele romane și cele palmireze s-au ciocnit în câmpie, în partea frontală a orașului. La Immae, cavaleria grea din Palmira (clibanarii) a fost superioară celei romane. Cu toate acestea, clibanarii s-au dispersat în urmărirea cavaleriei romane, și au fost masacrați de către infanterie romană. Zenobia s-a retras în Emesa, dar mai târziu a fugit în Palmira, după ce nu a reușit să recupereze comoara de la Emesa. În timp ce Aurelian a atacat și cucerit Palmira, Zenobia a fugit în Persia, dar a fost capturată, atunci când a ajuns la Eufrat. Aurelian a iertat-o, iar Zenobia nu a fost executat.